# Lascia ch'io pianga

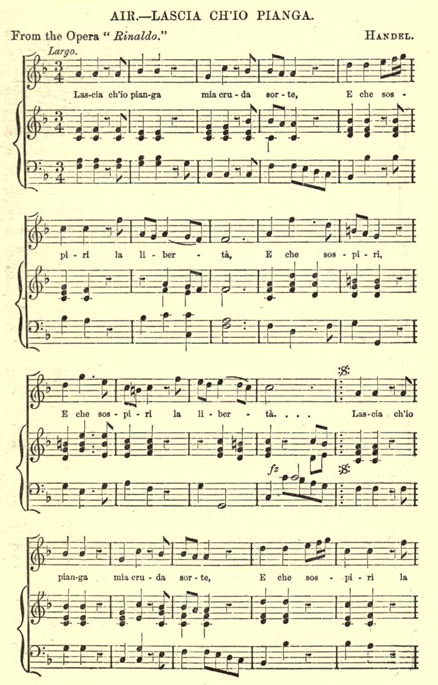
Noter till arian från 1876.

Lascia ch'io pianga är en aria för sopran komponerad av Händel. Arian har blivit ett vanligt konsertstycke, och har sitt ursprung i en asiatisk dans från hans opera Almira från 1705. Som aria användes den först i hans oratorium Il trinfo del Tempo e del Disinganno från 1707, även om den då hade både ett annat namn - "Lascia la spina" - och en annan text.
Händel omarbetade verket till operan Rinaldo från 1711, och lät karaktären Almirena - vid uruppsättningen spelad av Isabella Girardeau - spela huvudkaraktären i akt II. Rinaldo var ett större genombrott för Händel och det är till det här verket som arian huvudsakligen associeras. Den har sedan dess spelats in av många olika artister och medverkar i flera filmer, såsom Farinelli, Lust och fägring stor av Bo Widerberg, L.I.E. av Michael Cuesta och i filmen Antichrist likväl som Nymphomaniac av Lars von Trier.
Melodin kan höras i introduktionen och codan till Tsuki Amanos sång Zero no Chōritsu.

## Text från versionen 1707 av Almira
Lascia la spina, cogli la rosa;

tu vai cercando il tuo dolor.

Canuta brina per mano ascona,

giungerá quando nol crede il cuor.
Låt törnet vara, tag rosen;

du går runt och söker din smärta.

Grå frost från en gömd hand

uppstår när ditt hjärta minst väntar det.

## Text urGiacomo Rossislibretto
Lascia ch'io pianga

mia cruda sorte,

e che sospiri 

la libertà.

Il duolo infranga

queste ritorte

de' miei martiri

sol per pietà.
Låt mig begråta

mitt grymma öde,

och låt mig längta

efter frihet.

Måtte min sorg 

slita dessa 

mitt lidandes bojor

om än blott av medlidande.

 